# Mansehra
Mansehra (en ourdou : مانسہرہ) est une ville pakistanaise, et capitale du district de Mansehra, dans la province de Khyber Pakhtunkhwa.

## Édits d'Ashoka

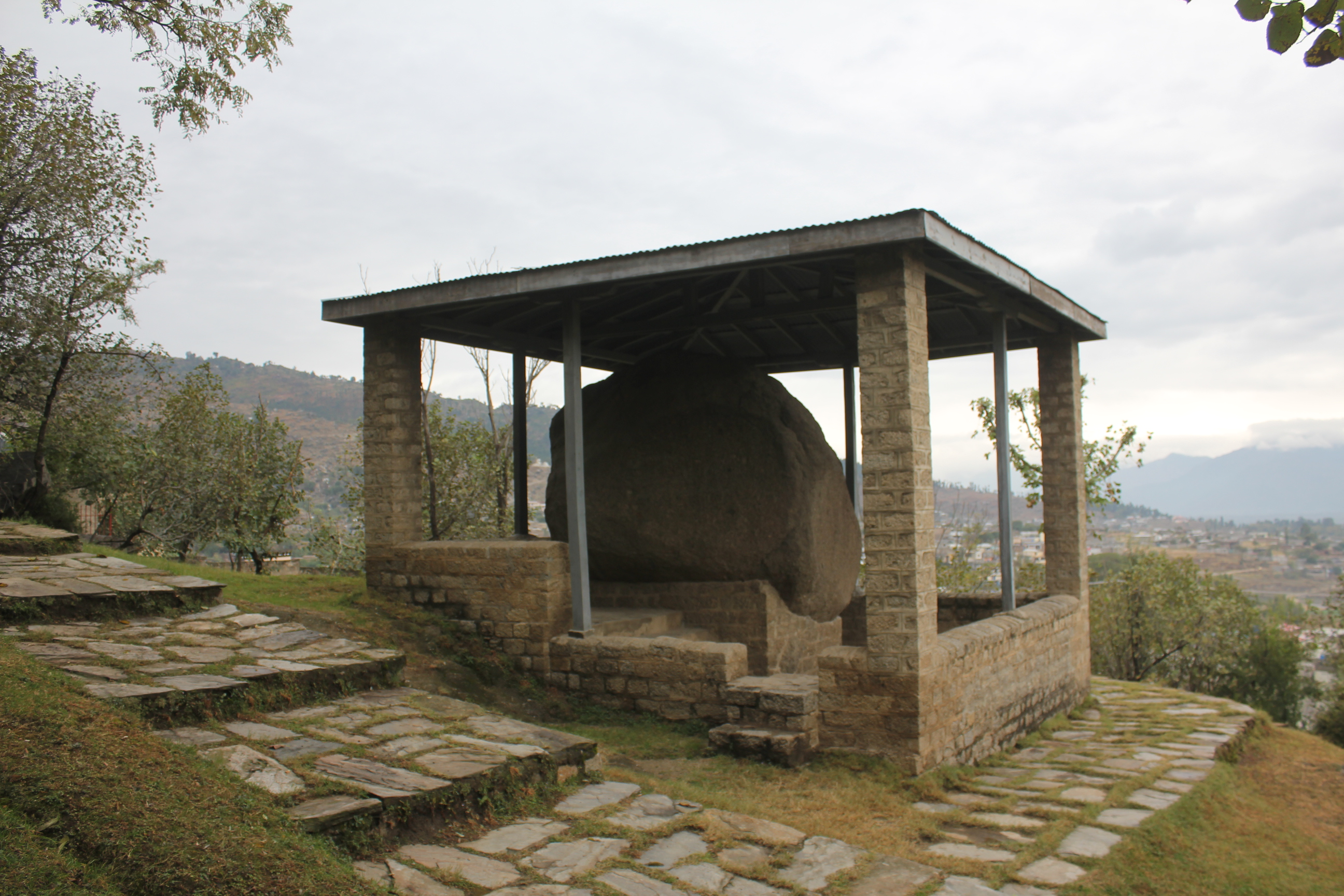
Rocher supérieur avec inscriptions.
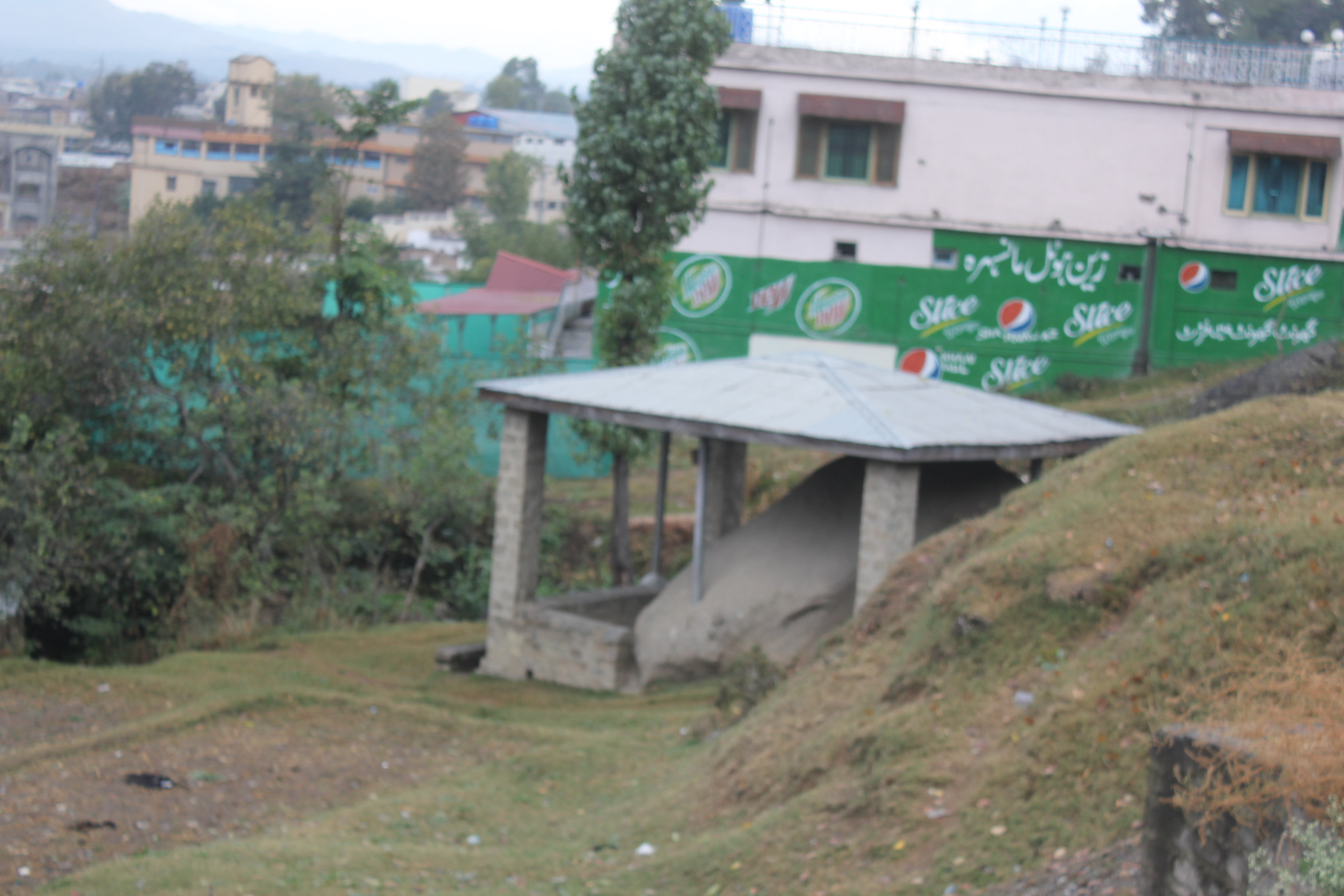
Rocher inférieur avec inscriptions.
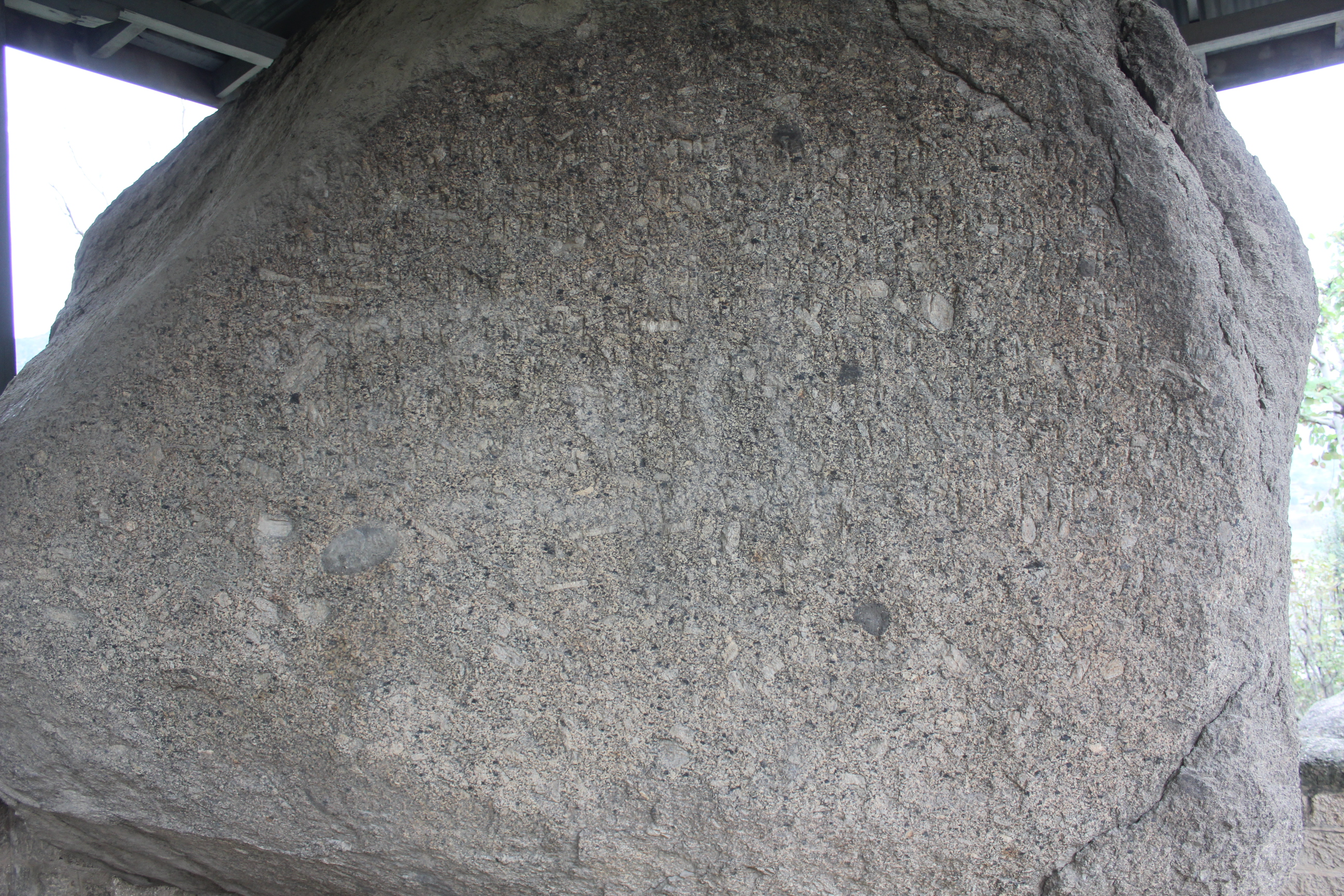
Détail du rocher supérieur.

## Démographie
La population de la ville a été multipliée par près de six entre 1972 et 2017, passant de 19 865 habitants à 127 623. Entre 1998 et 2017, la croissance annuelle moyenne s'affiche à 5,1 %, bien supérieure à la moyenne nationale de 2,4 %. En 2023, la population de la ville monte à 137 278 habitants.
La ville est majoritairement peuplée de locuteurs de l'hindko, puisque plus de 80 % des habitants en parlent la langue, mais on y trouve quelques minorités parlant pachto (11 %) et ourdou (6 %).
Essentiellement musulmane, la ville inclut une toute petite minorité chrétienne, comptant près de 400 fidèles.
Le taux d'alphabétisation de la ville s'élève à 80 % en 2023 (contre une moyenne nationale de 61 % et provinciale de 51 %), dont 87 % pour les hommes et 73 % pour les femmes.
|            | 1972 (rec.) | 1981 (rec.) | 1998 (rec.) | 2017 (rec.) | 2023 (rec.) |
| ---------- | ----------- | ----------- | ----------- | ----------- | ----------- |
| Population | 19 865      | 27 843      | 49 534      | 127 623     | 137 278     |